# De Winton-aranyvakond
A De Winton-aranyvakond (Cryptochloris wintoni) egy vakondfaj, melyet 1937-es észlelését követően 86 év után figyeltek meg ismét 2023-ban. Az aranyvakondfélék családba tartozik. Kritikusan veszélyeztetett, élőhelye a bozótosok és a homokos partok. 

## Leírás
A Chrysochloridae családba tartozó De Winton-aranyvakond Dél-Afrika endemikus faja, amelyet majdnem egy évszázadon át a kihalás fenyegetett. A tudósok 1936 óta először fedezték fel őket Dél-Afrika nyugati partvidékén.
Az aranyvakond, egy kis vak állat, szivárványos szőrzetű , fejlett hallással.
Egy helyi civil szervezet és a Pretoriai Egyetem kutatói, akik 2021 óta keresik ezt az emlőst, 2023. november végén egy közleményben jelentették be, hogy azonosították az aranyvakond két példányát az ország északnyugati részén, Nolloth kikötőváros közelében.
Az aranyvakondról a Biodiversity and Conservation című folyóirat tanulmánya szerint a bundájukban különleges olajok csillognak, amelyekkel úgymond „bekenik az útjukat", miközben a kis emlősök a négy centiméteres homok alatt kúsznak, mely hűvösen tartja őket a forró homokban. Azonnal visszahúzódnak sekély alagútjaikba, maguk mögött a szabad felszínen egyetlen nyomot hagyva, amelyet viszont az időjárás viszontagságai könnyen elsöpörnek.
Az állat vizet inni nem is jön elő, legfeljebb csak élelmet keresni éjszaka.
A De Winton aranyvakond küllemében hasonlít a Grant aranyvakond (Eremitalpa granti) fajra. 
Rövid, sűrű szőrzete palaszürke, sárgás árnyalattal. Az egyes szőrszálak szürke alapon fehéres szárúak és őzbarna végűek, az az arc és az ajkak intenzívebb sárgás árnyalatúak. Az alsó részek a felső részeknél halványabbak, az egyes szőrszálak fehér végűek. A mellső láb harmadik ujjának karma körülbelül 10,5 mm hosszú és 4 mm széles a tövénél. A kettes karom valamivel rövidebb, az egyes karom pedig még rövidebb, így hegyes ásószerszámot alkot.

## Státusz
De Winton aranyvakondja egyetlen lelőhelyről ismert. Ugyanazon a területen él, mint a Grant arany vakond, és a kettő összetéveszthető. A filogenetikai bizonyítékok azonban a koponya, a malleus alakja és a csigolyák száma közötti különbségek alapján arra utalnak, hogy különböző fajokról van szó. A típus előfordulási helye Port Nolloth, és ennek a vakondnak az élőhelye a tengerparti homokdűnék és a közeli homokos területek. A gyémántbányászat Port Nolloth közelében veszélyt jelenthet erre a fajra. A Nemzetközi Természetvédelmi Unió jelenleg "kritikusan veszélyeztetett" kategóriába sorolja ezt a fajt. A többi aranyvakondhoz hasonlóan ezt a fajt is nagyon nehéznek tartják tanulmányozni vagy fizikailag megfigyelni a földalatti jellege miatt.
2017-ben a De Winton arany vakond a Re:wild "Search for Lost Species" kezdeményezésének 25 "legkeresettebb elveszett" fajának listáján szerepelt, mivel 1937 óta nem látták. Ez a lény több mint 80 éve elveszett a tudomány számára. De Winton arany vakondját 2023-ban fedezték fel újra a 2021-ben végzett felmérések adatai és mintái alapján, beleértve a környezeti DNS-t, az odúnyomokat és a nyomkereső kutyák adatait és mintáit. Az eredmények arra utaltak, hogy a De Winton arany vakond egészséges populációja él a területen. A felmérés eredményei arra is utalnak, hogy a faj a véltnél jóval elterjedtebb lehet, mivel eDNS-nyomokat találtak Port Nolloth-tól (a faj eredeti típuslelőhelyének közelében) egészen délre, a Lambert-öbölig. Azonban úgy gondolják, hogy ezen a területen még mindig nagyon ritka, és a bányászat még mindig veszélyezteti.